# 陳揮文
陳揮文（1970年5月25日—），暱稱獅子丸，臺灣花蓮縣人，記者出身、目前主要的工作是飛碟電台廣播節目主持人，名嘴。

## 相關事件

### 洪仲丘事件
2013年7月3日，陸軍542旅與269旅發生下士洪仲丘於違法禁閉期間遭虐殺事件，洪仲丘的姊姊日前砲轟國防部出「奧步」，陳揮文於廣播節目中質疑她有何證據？並抨擊「洪慈庸越來越離譜」、「542旅和269旅旅長都被拔掉，269旅政戰主任降調，更不要提一堆人被記大過、申誡等，這樣夠不夠？」「談也被講，不談也被講，要國防部怎樣？」「洪慈庸說他們抹黑又有何證據？就算真的要這麼做也不會讓她知道，否則國防部也太滷肉腳，國防部就不要混了。」「該處理的都處理了，旅長要拔也拔了，不然是要怎樣？究竟要造成怎樣的結果才肯相信？」等言論，被解讀成在修理家屬，因此使很多網友對其相當不滿。

指責洪仲丘家人追究案情超過。對此，死者姐姐洪慈庸表示：「今天我弟弟過世，所以我們才會站出來，今天不是發生在他們身上，他們永遠無法感同身受。」她反擊陳揮文說：「今天事情不是發生在你身上，等發生在你身上，你再來批評。」

### 東吳大學三流事件
陳揮文於2012年批評民進黨發言人、同時是東吳大學政治系老師羅致政，是三流大學的政治系教授，毒舌發言引發討論。
除了羅致政委請律師提告，東吳大學校園內師生群起激憤，批評陳揮文是台灣政治亂象的罪魁禍首，另外校方也發聲明要求陳揮文必須道歉，否則校方會採取進一步法律動作，而陳揮文在2012年3月19日晚間自己的廣播節目上，則是公開對東吳大學表示道歉，收回三流大學的發言，承認自己發言失當。

### 不要全民瘋奧運
陳揮文在2024年8月8日的中視庶民大頭家提到，叫國民不要瘋巴黎奧運，因為我們是一個不正常的國家。

### 應取消颱風假
陳揮文2024年10月29日在《飛碟晚餐 陳揮文時間》中感嘆，有人說此舉可以更精確研判颱風路徑、影響範圍等等，但他認為，如果遇到龜速颱風，延後2小時宣布其實於事無補，應該溯本清源告訴大家，這些年來放的颱風假是錯的，而非延後2小時宣布是否停班課，「一直想說為何我們國家社會進步的速度這麼的慢，但急也沒有用」。
陳揮文直言，很多朋友抱怨是說放颱風假就沒有賺錢，像是領日薪的勞工，這些朋友應該更勇敢、大聲說出訴求！真正受到影響、不想再放颱風假的朋友要把聲音發出來，特別是各行各業的老闆，延至宣布是否放假的話，相關服務業、餐飲業、團膳的朋友怎麼辦？不能久放的食材就變成成本，還變成虧錢！